# Велисцихе (Карельский муниципалитет)
Велисцихе (груз. ველისციხე) — село в Грузии, на территории Карельского муниципалитета края (мхаре) Шида-Картли.

## География
Село находится в центральной части Грузии, на северном склоне Сацхенисского хребта, в долине реки Велисцихе-Геле (бассейн Куры), на расстоянии приблизительно 13 километров (по прямой) к юго-западу от города Карели, административного центра муниципалитета. Абсолютная высота — 1576 метров над уровнем моря.

## Население
По результатам официальной переписи населения 2014 года постоянное население в Велисцихе отсутствовало.